# Don't Give Me Names
Don't Give Me Names je druhé album skupiny Guano Apes, vydané v roce 2000. Obsahuje singly "Big in Japan", "No Speech", "Living in a Lie" and "Dödel Up".
Album bylo v Německu zlaté.

## Skladby
(Všechny skladby napsali Guano Apes, mimo "Big in Japan" – tuto skladbu napsali Marian Gold, Lloyd Bernhard and Frank Mertens)
1. "Innocent Greed" – 3:51
2. "No Speech" – 3:30
3. "Big in Japan" – 2:49
4. "Money & Milk" – 2:39
5. "Living in a Lie" – 4:33
6. "Dödel Up" – 3:38
7. "I Want It" – 3:19
8. "Heaven" – 4:59
9. "Mine All Mine" – 3:49
10. "Too Close to Leave" – 3:33
11. "Gogan" – 2:48
12. "Anne Claire" – 5:37

### Bonusové skladby
Album bylo vydáno také v limitované Digipak edici se třemi doplněnými skladbami; "Ain't Got Time" "Living in a Lie" (akustická verze) a "Anne Claire" (akustická verze).